# Ramey (ruisseau)
Pour les articles homonymes, voir Ramey.
Le Ramey est un ruisseau français qui coule dans le département de la Haute-Loire, en région Auvergne-Rhône-Alpes. C'est un affluent gauche de la Loire.

## Géographie
Le Ramey naît dans les bois à l'Ouest du hameau de Champvert, proche du village de Saint-Geneys-près-Saint-Paulien, dans les monts du Livradois à 950 mètres d'altitude environ. C'est dans cette zone là que naissent aussi le Tizou, la Sugère et l'Enfer,.
De 8,68 km de long, le Ramey serpente dans de petits vallons sous le nom de ruisseau des Ceuils (venant sûrement du lieu-dit Les Ceuils, le nom des bois sur sa rive droite), en direction du Sud-Est. Il prend ensuite une orientation générale en direction du Nord-Est, lorsqu'il quitte les monts du Livradois (à partir du hameau de Labroc), en direction de la vallée de la Loire, ce qui lui donne un aspect de ligne. Près de son lieu de confluence, le Ramey forme un petit vallon très escarpé entre le suc de Cèneuil et le Barret.
Il conflue dans la Loire en rive gauche à Vorey, à 543 mètres d'altitude environ, à quelques mètres du barrage de Changeac.
Le ruisseau fait office de limite entre la commune de Vorey et la commune de Saint-Vincent.

## Histoire
- Le ruisseau du Ramey est mentionné dans la carte de Cassini. Sur cette carte, le ruisseau était orthographié Ramet et n'avait qu'un seul affluent mentionné[5]. D'après cette carte on remarque que le ruisseau était peu entouré de forêts, surtout de Labroc, écrit La Broche autrefois, jusqu'à la Loire. Il faut remonter vers l'Ouest, dans les vallons, pour trouver des bois, au sud de Lareveyre (La Reveure) ou Seniautre (Sumiautre) et au Nord de Chavagnac.
- Depuis le 14 mai 1866, date à laquelle la Compagnie des chemins de fer de Paris à Lyon et à la Méditerranée (PLM), ouvrit le tronçon Pont de Lignon - Le Puy-en-Velay, le ruisseau est traversé quotidiennement par des TER sur un pont ferroviaire en pierre.
- Selon les années, lors de son étape à Vorey, l'Enduro national planifie des parcours qui, parfois, passent sur le ruisseau (sur sa partie la plus proche de son point de confluence avec la Loire).

## Communes et cantons traversés
Dans le seul département de la Haute-Loire, le Ramey traverse trois communes. Dans le sens amont vers aval :
- Saint-Geneys-près-Saint-Paulien (source)
- Saint-Vincent
- Vorey (confluence).

Soit en termes de cantons, le Ramey prend source dans le canton de Saint-Paulien et conflue dans le canton du canton d'Emblavez-et-Meygal, le tout dans le Pays du Velay.

## Affluents
Le Ramey possède quatre affluents et six sous-affluents (tous sans noms) référencés :
- ? (en rive droite) : 4 km. Ce ruisseau possède à lui seul cinq affluents (autrement dit : cinq des six sous-affluents du Ramey). Tous sont sans noms, font plus ou moins 1 km de long et naissent dans les mont du Livradois, vers le village de Chavagnac[7].
- ? (en rive gauche) : 2 km. Ce ruisseau possède un affluent sans nom de 1 km, confluant au Nord du village de Labroc[8].
- ? (en rive droite) : 1 km
- ? (en rive droite) : 1 km